# Lotniskowce eskortowe typu Commencement Bay
Lotniskowce eskortowe typu Commencement Bay – amerykańskie lotniskowce eskortowe z czasów II wojny światowej, które pozostały w służbie także w czasie zimnej wojny. 
Konstrukcja lotniskowców bazowała na projekcie zamówionego przez Komisję Morską (ang. Maritime Commission) tankowca typu T3 o wyporności około 23 tys. ton i długości 170 metrów. W odróżnieniu od poprzednich lotniskowców eskortowych, których pierwotne przeznaczenie było inne i dopiero w zaawansowanej fazie prac przebudowywano je na lotniskowce, okręty typu Commencement Bay już od położenia stępki konstruowano z przeznaczeniem do przenoszenia samolotów. Okręty zaczęto przyjmować do służby pod koniec II wojny światowej, a pierwszy z nich, USS „Commencement Bay”, zwodowano 9 maja 1944. Ze względu na bliski koniec wojny większość nie została wykorzystana bojowo lub wzięła udział w działaniach operacyjnych w bardzo ograniczonym zakresie. Zamówiono trzydzieści trzy okręty, ale budowę wielu z nich przerwano. 19 weszło do służby w US Navy, cztery rozebrano na pochylni pod koniec wojny, a dwa kolejne wstępnie przeznaczone do ukończenia nigdy nie zostały przyjęte do służby. Budowy pozostałych zaniechano jeszcze przed położeniem stępki. Po zakończeniu II wojny światowej przewidziano dla nich rolę helikopterowców, lotniskowców zwalczania okrętów podwodnych lub pomocniczych  transportowców samolotów i takie zadania pełniły one aż do wojny koreańskiej. Nadejście ery silników odrzutowych zakończyło ich służbę ze względu na zbyt małe rozmiary, niewystarczające do bezpiecznego operowania z ich pokładów znacznie większych samolotów odrzutowych końca lat 50. XX wieku. Do roku 1960 wycofano ze służby wszystkie lotniskowce eskortowe typu Commencement Bay.
Okręty typu Commencement Bay były podobne do lotniskowców eskortowych typu Sangamon przebudowanych z tankowców, ale część niedostatków konstrukcyjnych w budowanych od podstaw jednostkach zdołano wyeliminować.

## Lista okrętów
- USS „Commencement Bay” (CVE-105)
- USS „Block Island” (CVE-106)
- USS „Gilbert Islands” (CVE-107)
- USS „Kula Gulf” (CVE-108)
- USS „Cape Gloucester” (CVE-109)
- USS „Salerno Bay” (CVE-110)
- USS „Vella Gulf” (CVE-111)
- USS „Siboney” (CVE-112)
- USS „Puget Sound” (CVE-113)
- USS „Rendova” (CVE-114)
- USS „Bairoko” (CVE-115)
- USS „Badoeng Strait” (CVE-116)
- USS „Saidor” (CVE-117)
- USS „Sicily” (CVE-118)
- USS „Point Cruz” (CVE-119
- USS „Mindoro” (CVE-120)
- USS „Rabaul” (CVE-121)
- USS „Palau” (CVE-122)
- USS „Tinian” (CVE-123)
- USS „Bastogne” (CVE-124) nieukończony
- USS „Eniwetok” (CVE-125) nieukończony
- USS „Lingayen” (CVE-126) nieukończony
- USS „Okinawa” (CVE-127) nieukończony
- CVE-128 do CVE-139 nie zostały położone stępki, nie zostały nazwane